# Petrell freira
El Petrell freira (Pterodroma madeira) és un ocell marí de la família dels procel·làrids (Procellariidae), d'hàbits pelàgics que cria a l'illa de Madeira i es dispersa pels mars d'al voltant. Se l'ha considerat una subespècie de Pterodroma feae i a més s'ha considerat coespecífica de Pterodroma deserta.